# Tatsuo Kawai
Tatsuo Kawai (jap. 川合達夫 Kawai Tatsuo; ur. 2 maja 1973) – japoński zapaśnik w stylu wolnym. Dwukrotny olimpijczyk. Dziewiętnasty w Atlancie 1996 w wadze 90 kg i siedemnasty w Sydney 2000 w kategorii 85 kg.
Pięciokrotny uczestnik mistrzostw świata, piąty w 1995 i 1999. Czwarty na igrzyskach azjatyckich w 1998. Najlepszy na igrzyskach Wschodniej Azji w 2001. Trzykrotny medalista mistrzostw Azji, srebro w 1995. Szósty w Pucharze Świata w 1998 roku.